# Times Square

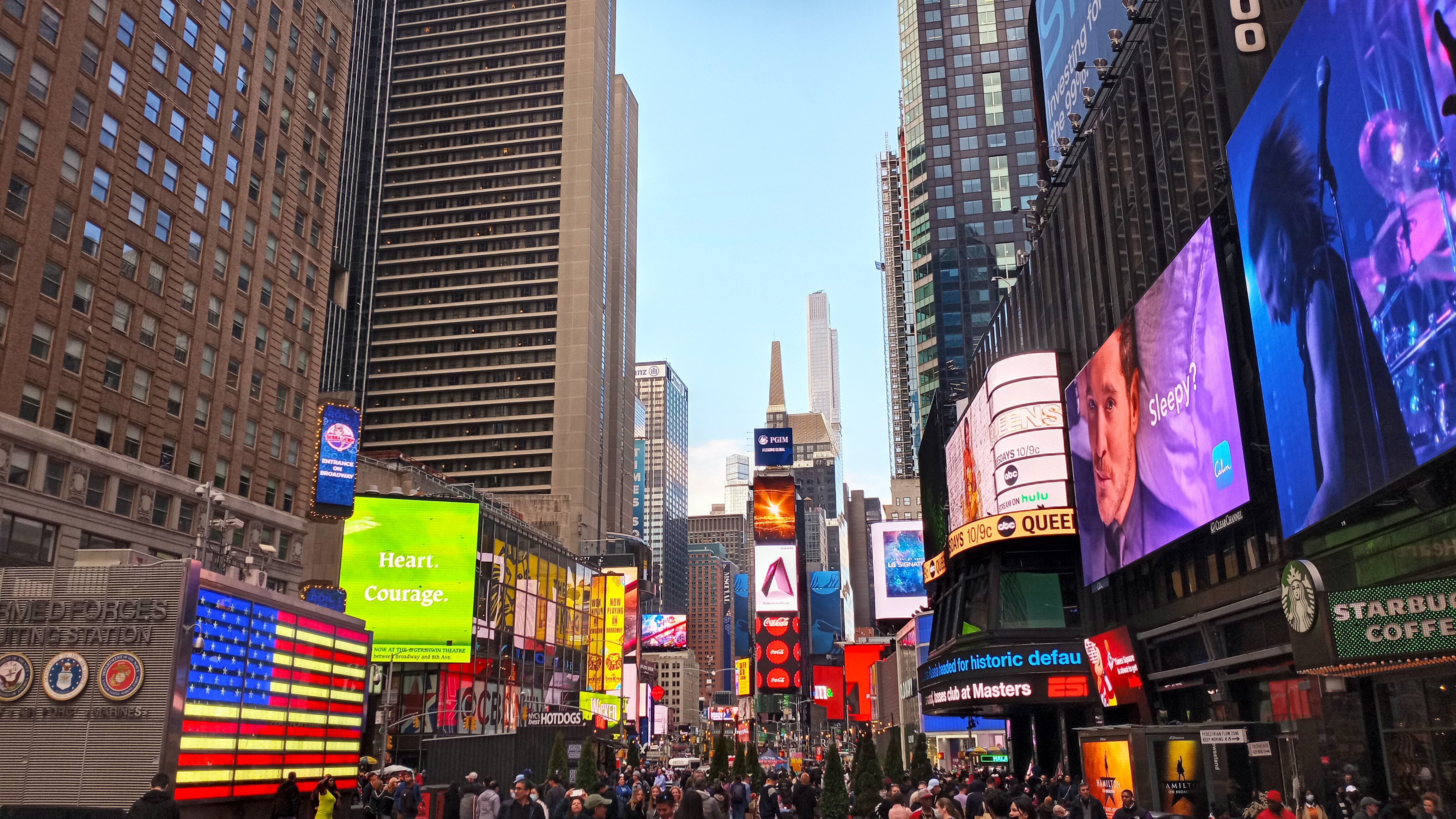
Times Square April 2022

Der Times Square in New York City liegt an der Kreuzung Broadway und Seventh Avenue und ist nach dem von der Zeitung New York Times benutzten Gebäude T.S.1 benannt. Er erstreckt sich von West 42nd Street bis West 47th Street und bildet das Zentrum des als Broadway bezeichneten Theaterviertels von Manhattan. In den 1930er Jahren wurde der Times Square offiziell in zwei Abschnitte unterteilt. Das südliche Ende behielt den Namen Times Square und das nördliche Ende wurde in Duffy Square umbenannt.
Neben etwa 40 Theatern befinden sich im Bezirk um den Times Square Cafés, Fast-Food-Ketten und Andenkenläden, aber auch Nobelrestaurants, Multiplex-Kinos, die MTV-Studios, Sony und Vogue. Auch die amerikanische Technologiebörse NASDAQ ist in der Nachbarschaft des Times Squares beheimatet. Der Times Square ist berühmt für seine zahlreichen Leuchtreklamen. Der Times Square wird in den USA oft als The Crossroads of the World, The Center of the Universe, The heart of the Great White Way – letzteres ist eine Bezeichnung für den Theaterdistrikt rund um den Broadway – oder The Heart of the World bezeichnet.

## Geschichte

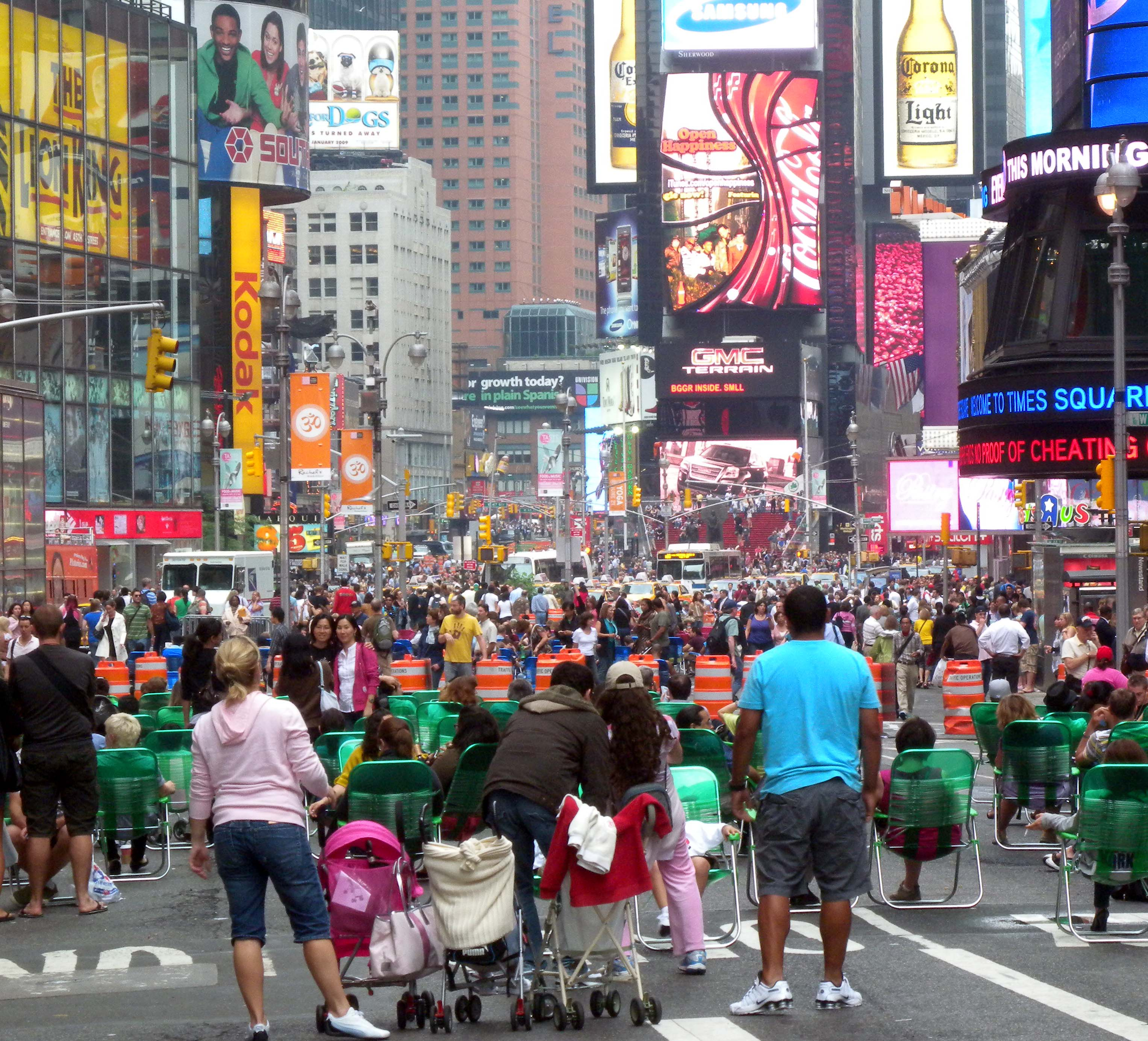
Times Square als Fußgängerzone (Juni 2009)

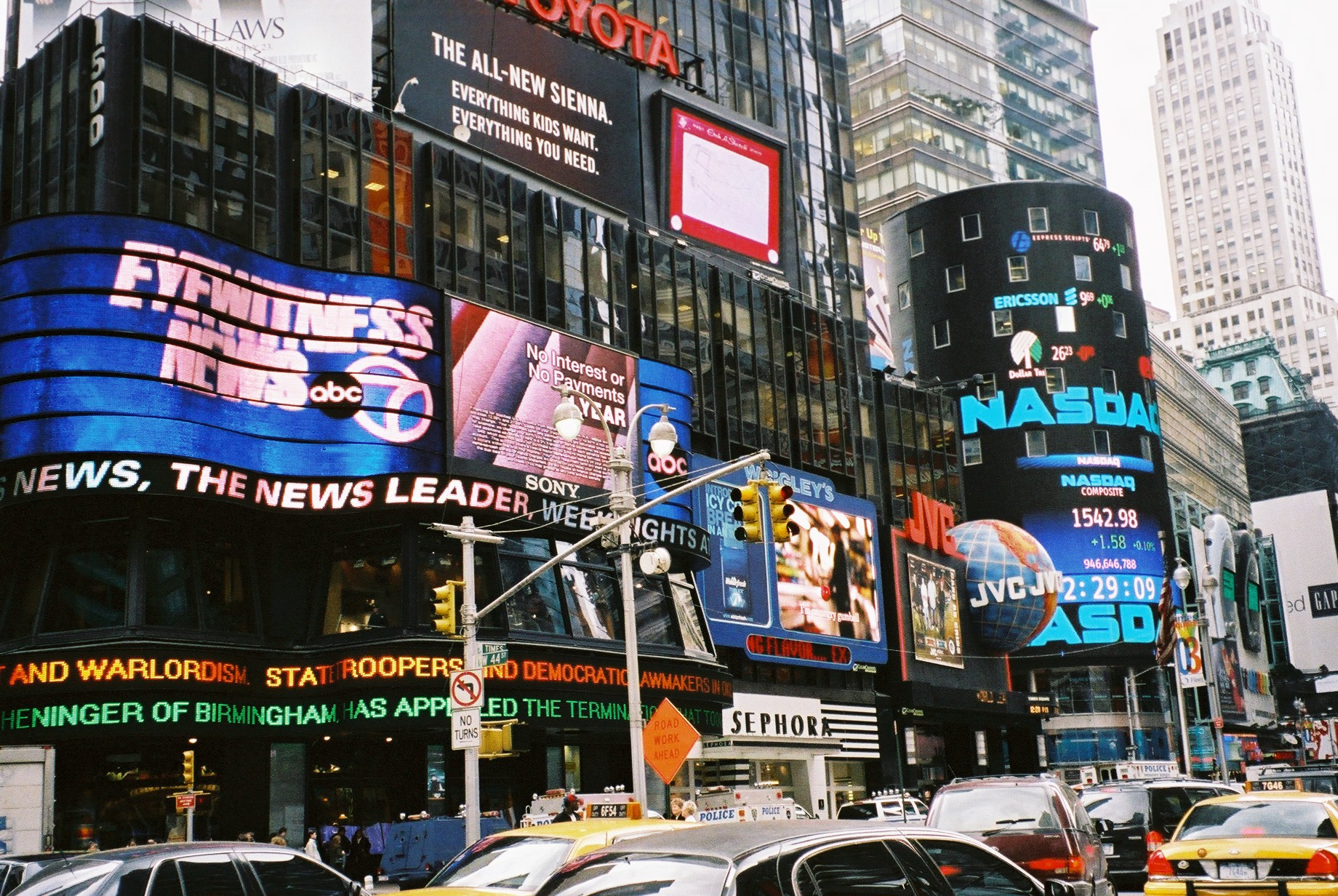
Lichtreklamen am Times Square

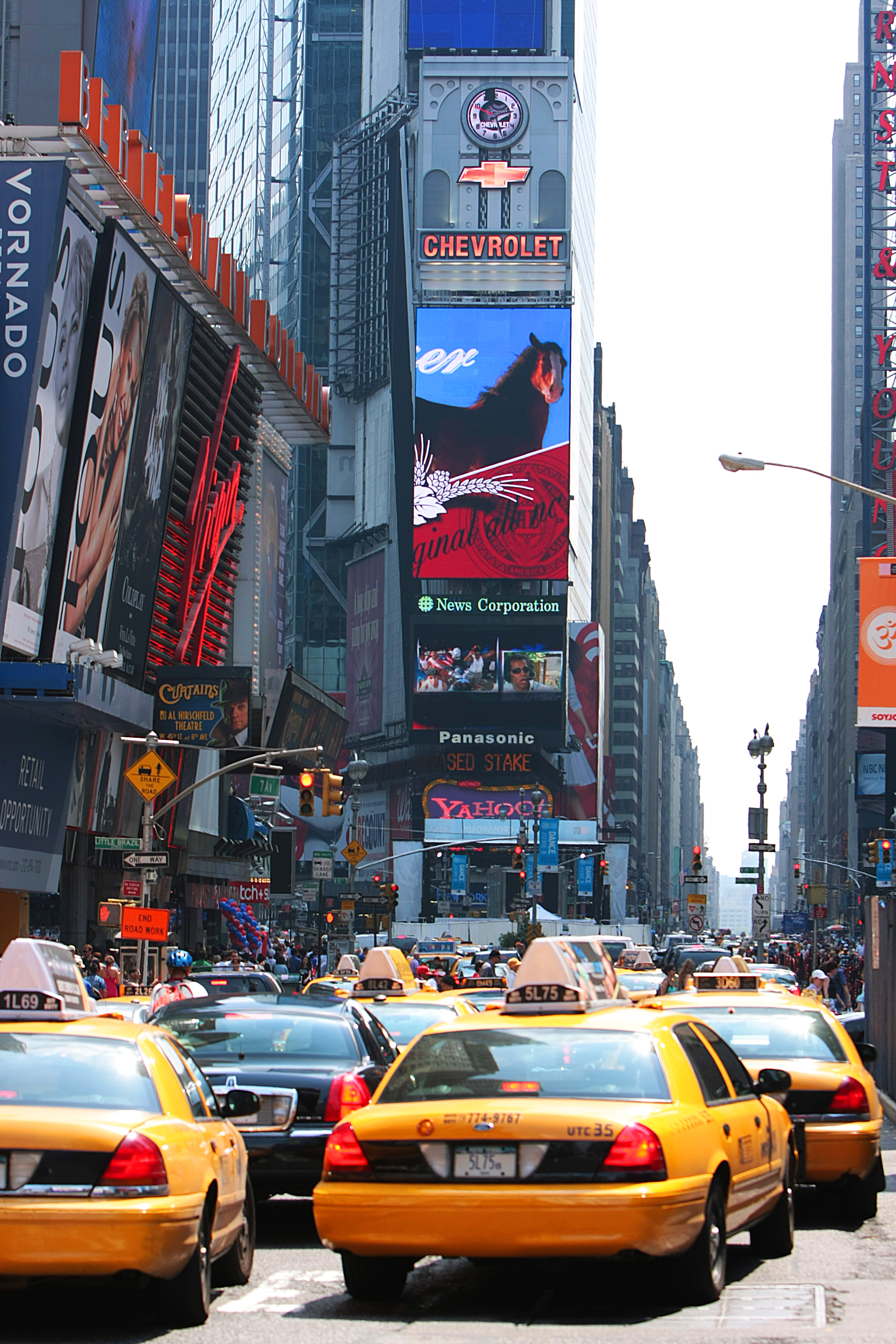
Times Square (Juni 2008)

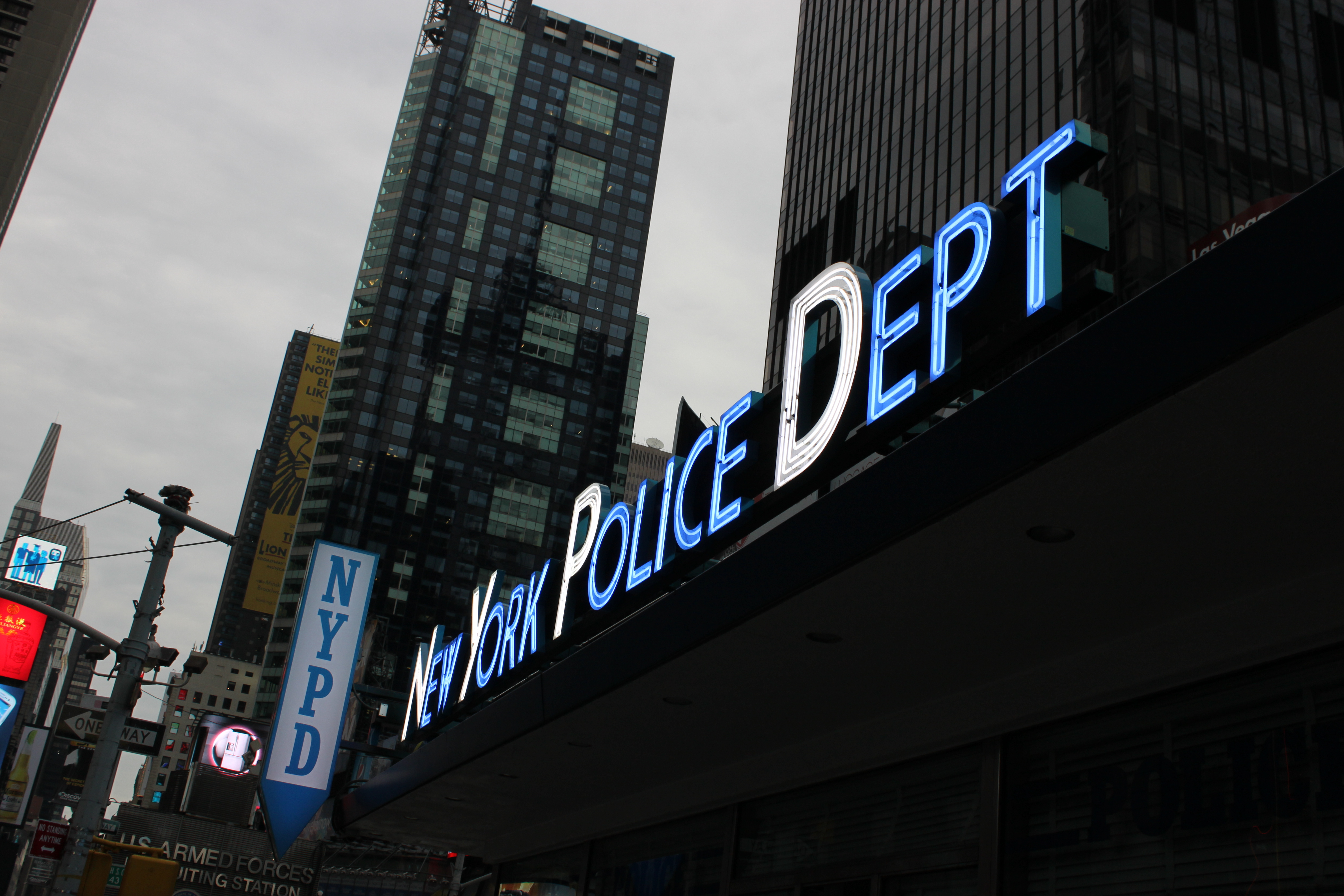
Der NYPD-Schriftzug (Juni 2012)

### Anfänge
Am 8. April 1904 wurde der damalige Longacre Square, der bis zu diesem Datum ein Ort für Stellmacher und Pferdestallungen war, nach dem neuen Hochhaus der New York Times benannt und trägt seitdem diesen auch durch viele Filme weltweit bekannt gewordenen Namen. Ab Anfang der 1920er Jahre säumten Theater, Musicalhäuser, Austernbars und Cabarets den Straßenzug bis hinauf zur 50th Street. Zudem fand man in dieser Umgebung einige der elegantesten Hotels Manhattans, wie beispielsweise das 1968 abgerissene Hotel Astor.
Schon früh begann die Tradition der Reklametafeln, deren ersten Exemplare ausschließlich aus weißen Glühbirnen bestanden und der die Gegend, vor allem um den Broadway, die Bezeichnung „The Great White Way“ verdankt. Bis Mitte der 40er Jahre beschränkte sich die Werbetätigkeit fast ausschließlich auf den Nordteil der Kreuzung, den Father Duffy Square, da der Südteil zum großen Teil aus Hotels und dem Verlagsgebäude der New York Times bestand, die aufgrund der eleganten Fassadengestaltung keine Reklame duldeten. Ab den 50er Jahren wurden dann auch Gebäude am südlichen Platzende mit Plakaten oder Leuchtreklametafeln behängt, vor allem die Dächer der niedrigeren Gebäude wurden bis auf den letzten Meter zugestellt. Die bekanntesten Reklamen dieser Epoche waren der Camel-Mann, der durch eine Mundöffnung Rauch ausstieß, und der riesige Pepsi-Wasserfall auf dem ehemaligen Bonds-Kaufhaus.

### Niedergang
Mit dem Aufkommen der ersten Fernsehgeräte in den 1950er Jahren blieb die Kundschaft in den großen Theaterhäusern häufig aus. Nach und nach mussten die Schauspielhäuser schließen, und die Gebäude standen leer. Da es Anfang der 1960er Jahre in New York noch kein Gesetz für den Denkmalschutz gab, wurden die alten Gebäude abgerissen und durch die damals üblichen Glas- und Betongebäude ersetzt. Hatte man sich jedoch für den Erhalt eines der alten Gebäudes entschieden, so wurden meist die gebäudezierenden Stuckelemente abgeschlagen, um so glatte moderne Fassaden zu schaffen, um diese dann für Werbezwecke zu nutzen bzw. zu vermieten.
Bekannte Namen wie das Hotel Astor, das Lyric-Theatre, das Apollo-Theatre oder Loew’s Theatre verschwanden in dieser Dekade aus dem Straßenbild. In die leerstehenden Gebäude zogen zunächst schummerige Kinos, die B-Movies zeigten oder schlecht produzierte Filme, die kaum Geld einbrachten. Ende der 1960er änderte sich auch dies, und aus den Kinos wurden Striptease-Bars oder Pornokinos, vor allem entlang der 42nd Street. Mit ihnen kamen Sexshops, kitschige Souvenirgeschäfte, schmuddelige Motels und Fastfood-Läden sowie Prostituierte, Drogendealer und Taschendiebe; Schlägereien und Überfälle waren an der Tagesordnung. 1976 erklärte die New Yorker Polizei, das Gebiet um den Times Square sei eine der gefährlichsten Gegenden der Stadt. Einheimische mieden das Viertel; bei Touristen war es nach wie vor beliebt.

### Neuanfang
Im Juni 1980 fand in der Nähe des Times Square die Kunstausstellung Times Square Show statt. Mitte der 1980er wurde beschlossen, den Platz zu sanieren und die Times Square Business Improvement (TSBI) zu gründen. Sie organisierte eine eigene Polizeistreife und eine Müllabfuhr speziell für den Times Square, womit das große Projekt begann: Zuerst wurde alles „Zwielichtige“ vom Platz entfernt. Danach wurden die alten Gebäude restauriert und renoviert. Teilweise wurden auch die Betonbauten aus den 1960ern wieder abgerissen, um nach den originalen Bauplänen wieder die ursprünglichen Gebäude zu errichten.
Als Nächstes wurde die komplette Kreuzung ab der 42nd Street bis hinauf zur 55th Street neu asphaltiert. Auch der ehemalige „Times Tower“ wurde mit einem enormen Sandstrahlgebläse wieder aufpoliert und weiß angestrichen. Der Tower war 1962 von der Firma Allied Chemical gekauft worden, die die Granit- und Terrakottaummantelung abreißen und durch weiße Marmorplatten und riesige, getönte Fensterfronten ersetzen ließ. Heute sieht man kaum etwas davon, da der Turm einer überdimensionalen Litfaßsäule gleicht. Der Times Tower gehört inzwischen einer deutschen Immobiliengesellschaft.
Nachdem sich die großen Firmen wie MTV, Sony, Vogue und andere wieder am Platz etabliert hatten, kamen auch die ehemaligen Hotelketten und Theater wieder zurück. Anfang 1990 wurde der Two Times Square eröffnet. Dieser riesige Turm ist der „kleine Bruder“ des One Times Square und steht diesem direkt gegenüber. In diesem gläsernen Turm befinden sich ein Hotel und ein Fischrestaurant. Die Besonderheit hier ist die Fassade zum Times Square hin. Sie wurde speziell für Reklametafeln konzipiert und beherbergt seitdem die weltbekannte Coca-Cola-Reklame. Zu Beginn noch eine 15 m hohe Colaflasche, ist es heute eine große LED-Anzeigetafel.
In den Bauvorschriften der Stadt New York ist festgelegt, dass Neubauten mit hell erleuchteten Werbetafeln zu versehen sind, um das bekannte Bild des Times Squares zu bewahren. Eigens hierfür wurde sogar eine Beleuchtungseinheit festgelegt, die LUTS (Lighting Unit for Times Square).
Im Sommer 2009 wurde der Times Square nach einigen Umbaumaßnahmen mit einem neuen Straßensystem wiedereröffnet. Die einzige durchgängig befahrbare Straße ist nun nur noch die 7th Avenue. Der Broadway wurde im Bereich des Times Squares mit bunten Pflastersteinen versehen und zur Fußgängerzone umgewandelt.
Am 1. Mai 2010 schlug ein Terroranschlag durch eine Autobombe fehl.
Am 23. Juni 2019 überquerten Nik Wallenda und Lijana  Wallenda den Times Square auf einem zwischen den Wolkenkratzern One Times Square und Two Times Square gespannten etwa 400 Meter langen Seil in rund 80 Metern Höhe in gegenläufiger Richtung. Auf behördliche Anweisung verwendeten sie dabei ein Sicherungsseil.

## Times Square Ticker

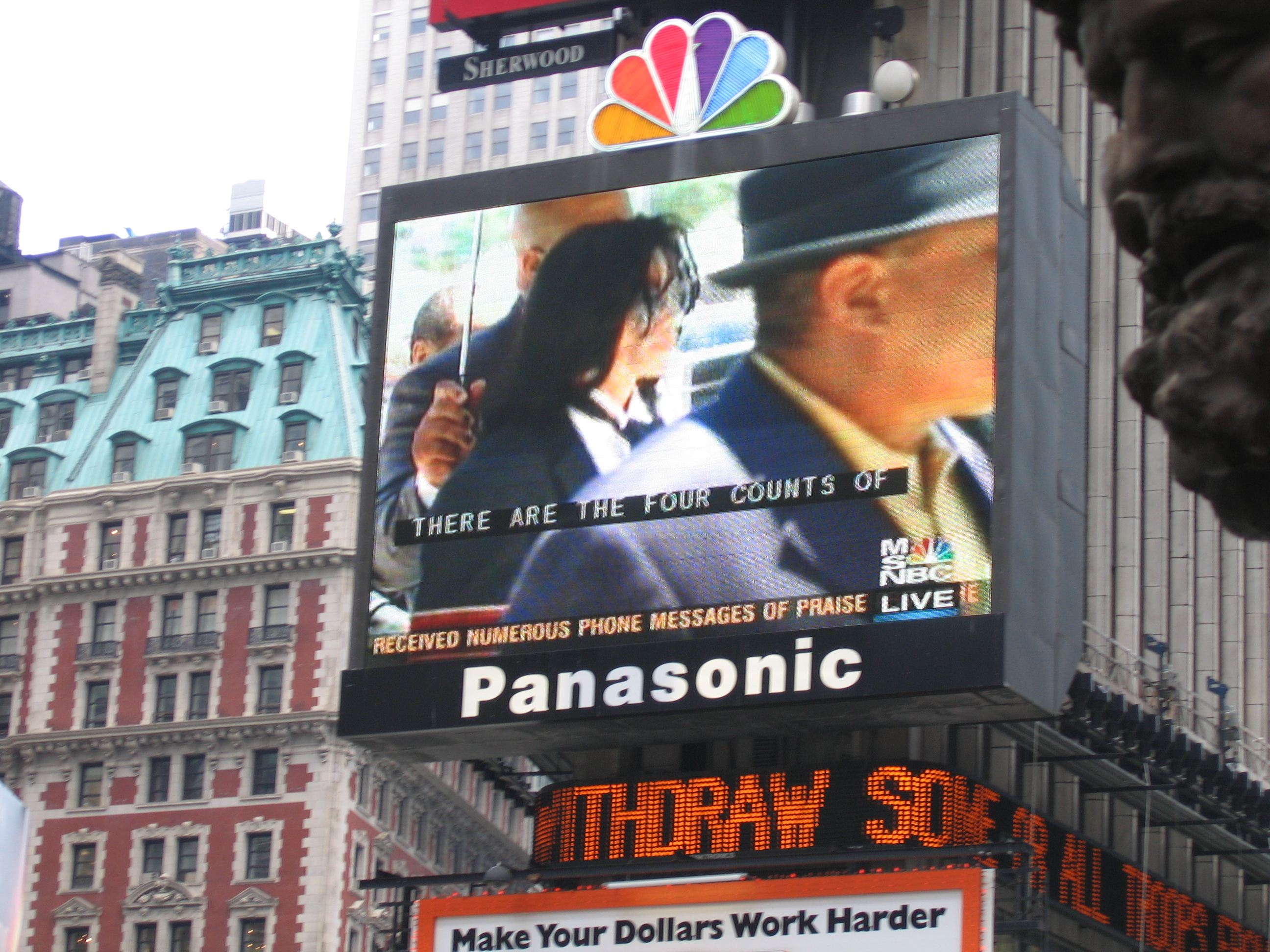
NBC-Bildschirm und Times Square Ticker (rot, 16 Pixel hoch) (2005)

Der Times Square Ticker oder Zipper ist eine riesige Laufschrift an der Gebäudefront des One Times Square, auf der Schlagzeilen im Textformat veröffentlicht werden. Er wurde 1928 in Betrieb genommen, um das Ergebnis der Präsidentschaftswahl zu verkünden. Der Nachrichtenticker, der sich um das gesamte Gebäude zieht, bestand ursprünglich aus 14.800 Glühlampen. Im Jahr 1985 übernahm Newsweek die Finanzierung des Betriebs, nachdem die Laufschrift zehn Jahre außer Betrieb war. Derzeit wird er von Dow Jones, dem Verleger des Wall Street Journal, finanziert.
Oberhalb des Verlagsgebäudes der New York Times befindet sich ein weiterer riesiger Bildschirm der NBC Nightly News, auf dem Passanten die Abendnachrichten verfolgen konnten. Am 13. Oktober 2006 wurde der große Panasonic-Bildschirm von News Corp. übernommen, die die Fox News präsentieren.

## Silvesterfeier
Die New York Times veranstaltete erstmals am 31. Dezember 1904 eine Silvesterparty auf dem Times Square, um den Einzug der Zeitung in das neue Verlagsgebäude One Times Square zu feiern. Da es beim Feuerwerk zu zahlreichen Verletzten durch Verbrennungen kam, wurde Silvester 1907 stattdessen der berühmte leuchtende Times Square Ball eingeführt, den man an einem Fahnenmast auf das Gebäude absenkte.
Seitdem versammeln sich hier jedes Jahr zum Jahreswechsel schon ab dem Nachmittag etwa eine Million Menschen, um gute Sicht auf den Ball Drop und die aufgebauten Videowände zu haben, auf denen im Laufe der Nacht zahlreiche Auftritte von Rock- und Popgrößen gezeigt werden. Die Kugel wird 60 Sekunden vor dem Jahreswechsel mit einem Countdown herabgelassen.
Nach dem Absenken der Kugel stimmen die Besucher zum neuen Jahr traditionell das Lied Auld Lang Syne an.

## Rezeption
„Was für ein Wundergarten muss dies für jeden sein, der so glücklich ist, nicht lesen zu können“